# Пераль (подводная лодка)
«Пераль» — опытный образец первой испанской подводной лодки, сконструированный по чертежам лейтенанта Исаака Пераля.

## История
Проект подводного торпедоносца был представлен Исааком Пералем министру морского флота Испании в 1885 году. В октябре 1886 г. министр издал приказ, запускающий проект в стадию реализации, и выдал инженеру начальный бюджет. 
1 января 1888 года на верфи Кадиса был заложен киль подлодки, а 8 сентября субмарина была спущена на воду.
Техническое новшество заключалось в том, что гребные винты приводились в движение электромоторами, которые работали от аккумуляторной батареи и имели мощность 30 лошадиных сил каждый. 
В носовой части подлодки был установлен уникальный на тот момент торпедный аппарат.

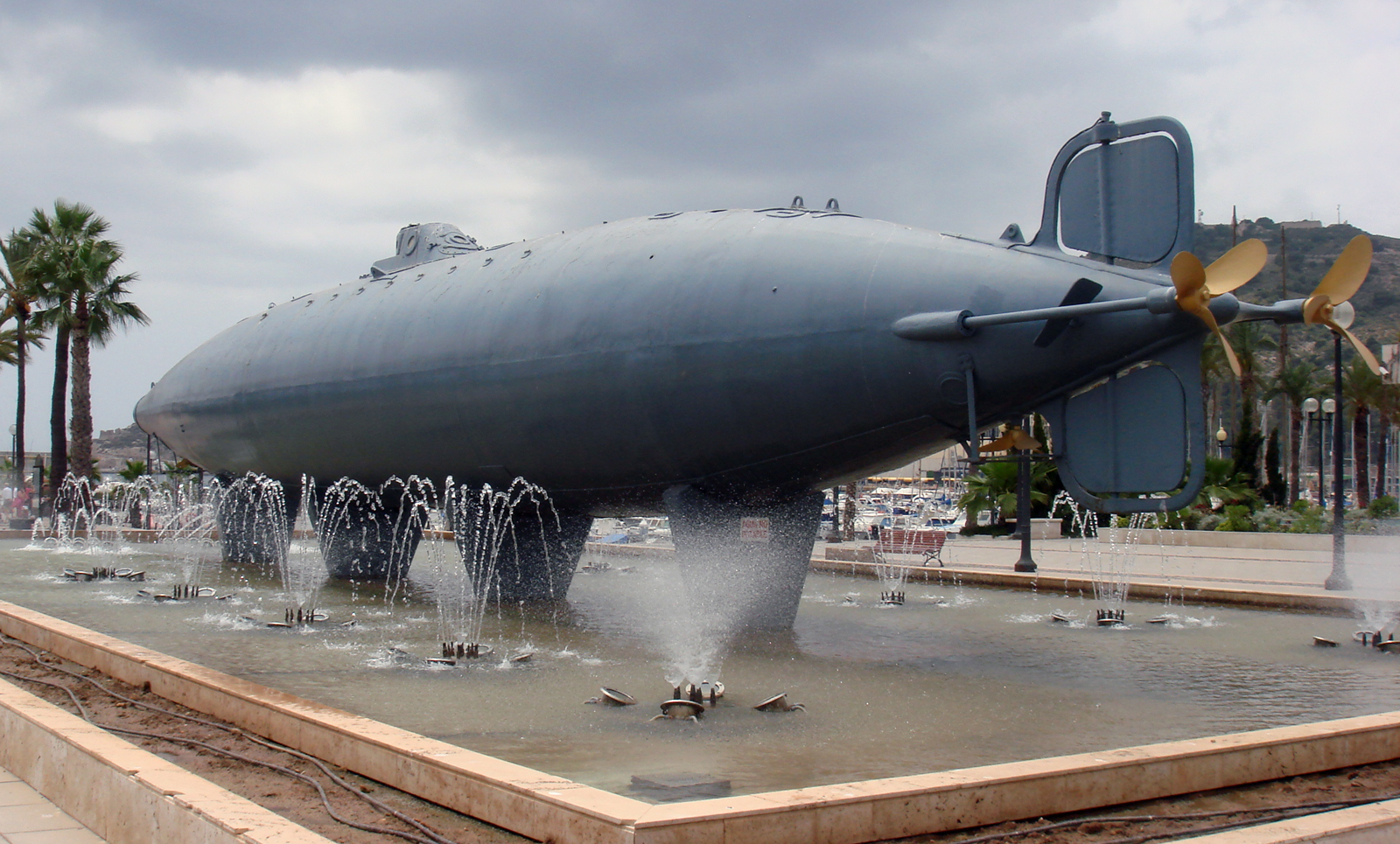
Памятник-фонтан в Картахене, 2007 год

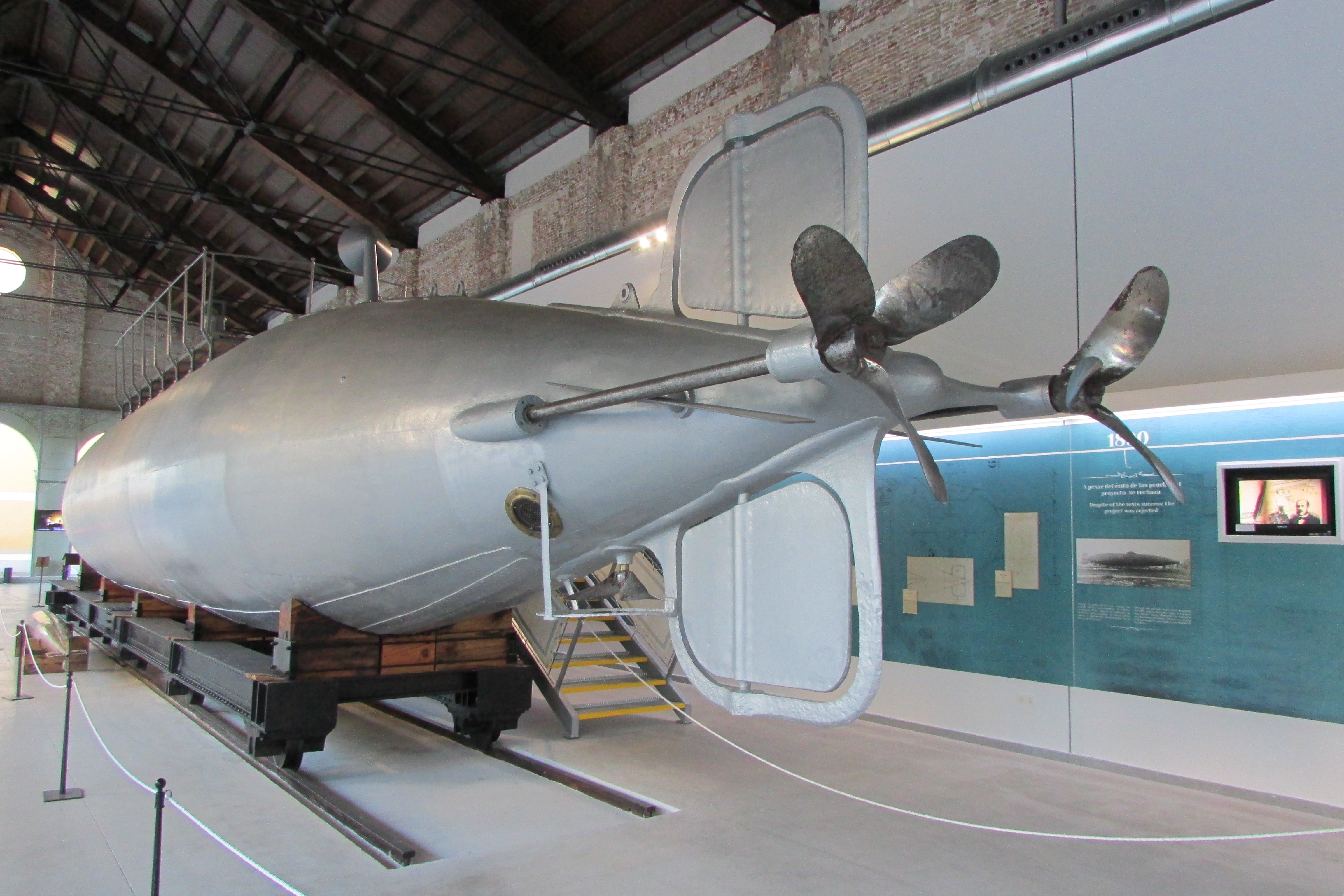
«Пераль» в Морском музее Картахены, 2015 год

Испытания подлодки в доке начались лишь в 1889 году и продолжались до середины 1890. Большую часть испытаний субмарина прошла с успехом, однако комиссия посчитала, что дальность плавания и скорость лодки недостаточны для принятия её на вооружение. В ноябре 1890 подлодку доставили в верфь Кадиса, где она была разоружена. Ожидая демонтажа, судно простояло почти 40 лет, пока в 1929 году по приказу командующего подводными силами испанского флота не была отбуксирована в Картахену. Здесь подлодка несколько раз меняла место дислокации и с 1 декабря 1965 года она находилась на картахенской набережной, на бульваре Альфонсо XII, и представляла собой необычный памятник-фонтан. 
В связи с разрушением корпуса подводной лодки было принято решении о перевозе её в Военно-морской музей. 15 декабря 2012 г. она была перевезена в Военно-морской музей Картахены, где после проведённой реставрации, начиная с сентября 2013 года была открыта для просмотра публике.

## Характеристики
Судно рассчитано на 12 человек экипажа.
Корпус судна  имел форму веретена: цилиндрической формы посередине и оканчивается двумя конусами; выполнен из стали. Длина 23 (22?) м, ширина 2,9 м. 
Водоизмещение подлодки составляло 77 т (на глубине — 85 т). 
Максимальная глубина погружения достигала 30 м. 
Два гребных винта приводятся в действие пятью электромоторами в 30 л. с. каждый, обеспечивая 
дальность плавания — около 500 км при средней скорости в 4 узла (ход до 10 узлов[уточнить]). 
Вес аккумуляторов — 600 кг[уточнить]. 
Вооружена одним носовым торпедным аппаратом, боезапас — 3 торпеды Шварцкопфа, имеет таран и электрический фонарь для освещения своего пути под водой.

## Ссылки
